# Piros nedűgomba
A piros nedűgomba (Hygrocybe coccinea) a csigagombafélék családjába tartozó, Eurázsiában és Észak-Amerikában elterjedt, üde réteken élő, nem ehető gombafaj. 

## Megjelenése
A piros nedűgomba kalapja 2-6 cm széles, alakja eleinte domború vagy tompán kúpos, majd széles domborúvá vagy széles harang alakúvá terül ki. Felülete csupasz, nedvesen tapadós. Színe fiatalon skarlátpiros, idősebben narancsvörössé halványul. 
Húsa vékony, vizenyős, színe a kalapéhoz hasonló. Íze és szaga nem jellegzetes. 
Viszonylag ritkásan álló, vastag lemezei szélesen a tönkhöz nőttek. Színük rózsás narancs, narancs vagy tompavörös. Élük világossárga.
Tönkje 2-6 cm magas és 0,5-1 cm vastag. Alakja egyenletesen hengeres vagy összenyomott, a töve felé kissé vékonyodik. Belül üreges, törékeny. Felszíne sima, nem nyálkás. Színe a kalapéhoz hasonló vagy kissé halványabb, a töve sárgás vagy narancssárgás. 
Spórapora fehér. Spórája sima, többé-kevésbé ellipszoid, mérete 6-11 x 4-5,5 µm.

### Hasonló fajok
A jóval nagyobb vérvörös nedűgomba hasonlíthat hozzá.  

## Elterjedése és termőhelye
Eurázsiában és Észak-Amerikában honos. Magyarországon ritka, a Nyugat-Dunántúl dombvidékein található meg. 
Hegyvidéki tisztásokon, üde gyepekben, kaszálókon él egyesével vagy kisebb csoportokban. Az erős legeltetés és a sok trágya gyéríti. Az agyagos, savanyú talajt kedveli. Júliustól novemberig terem. 
Nem ehető, bár nem is túl ízletes gomba.  

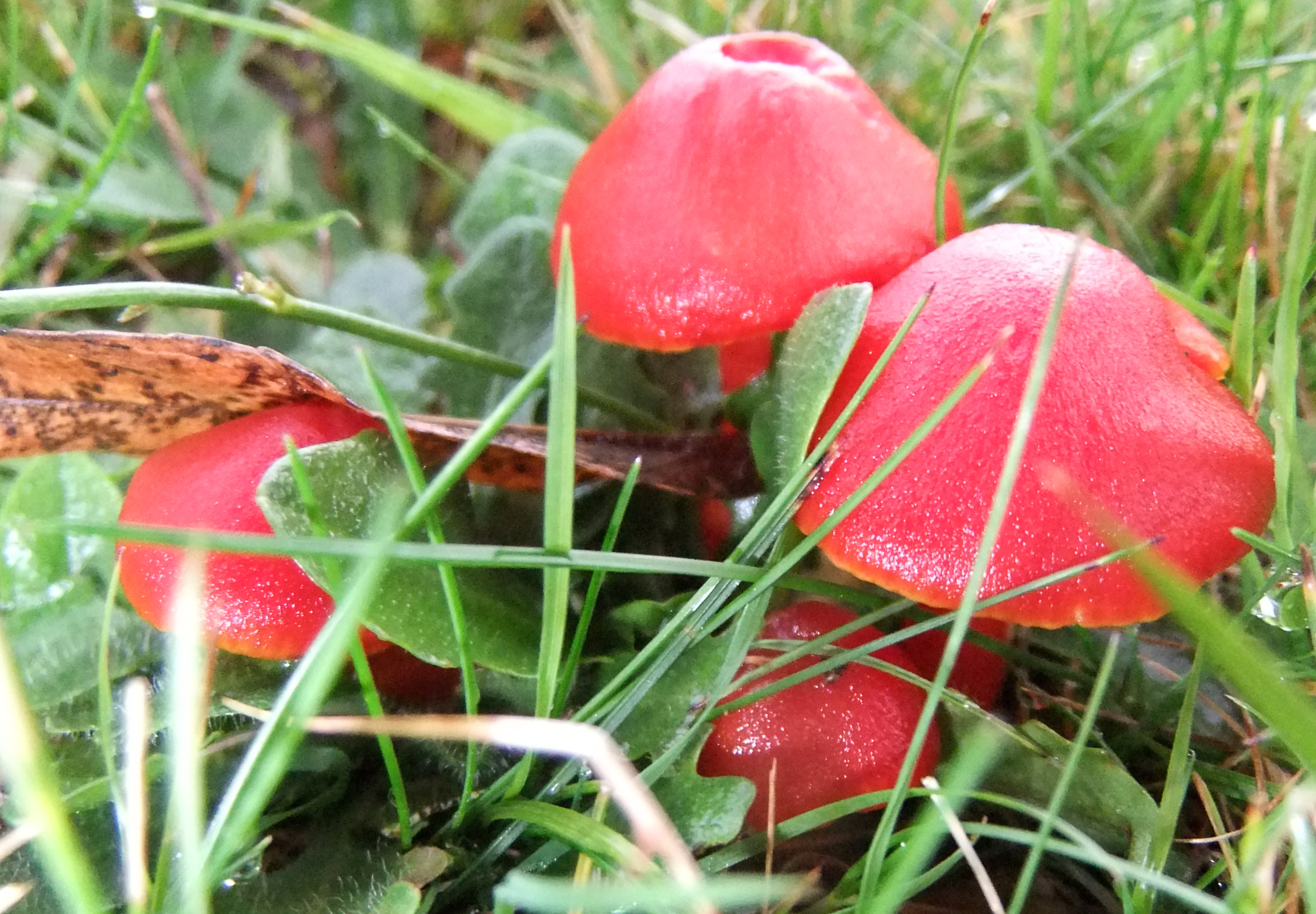
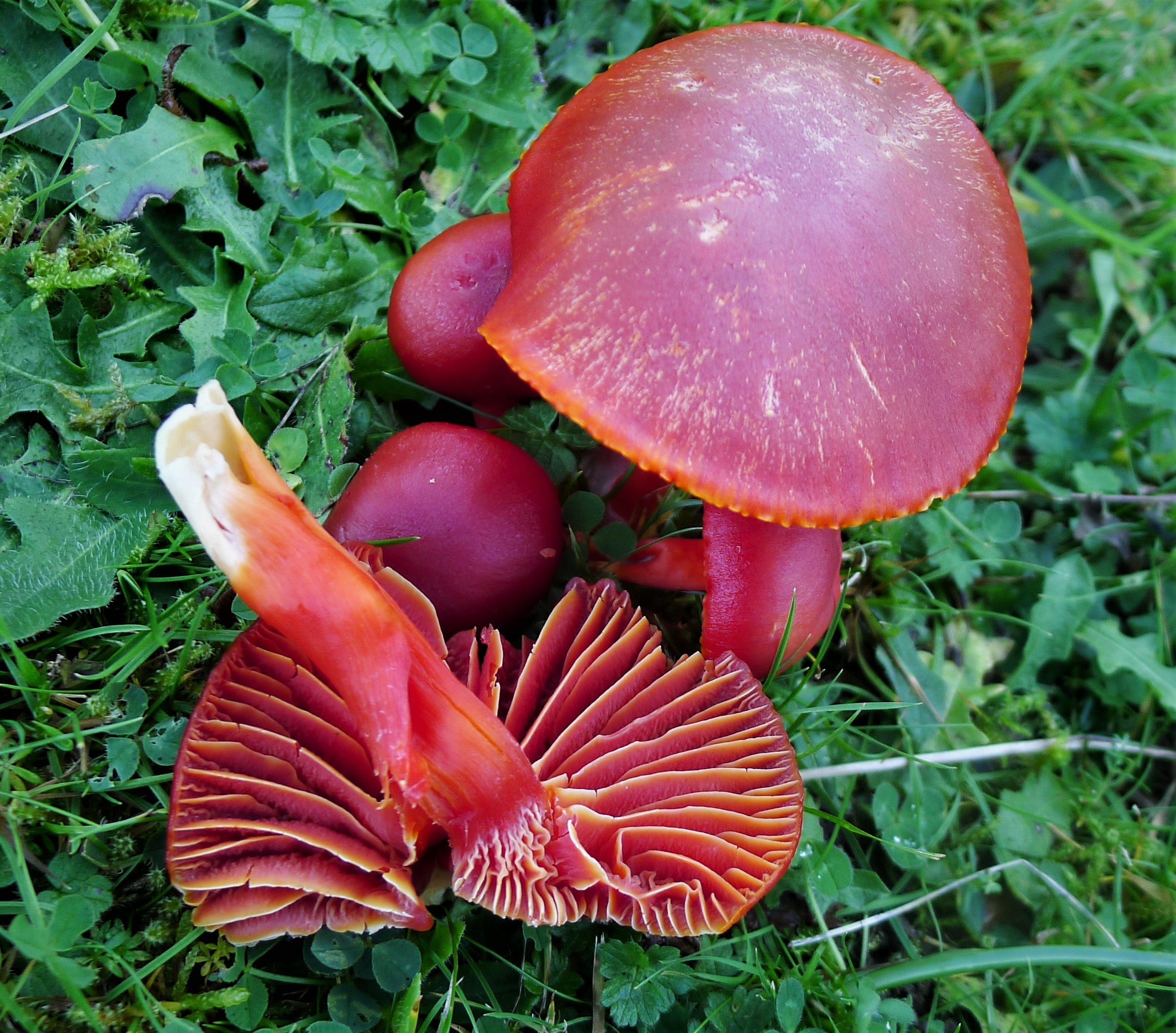
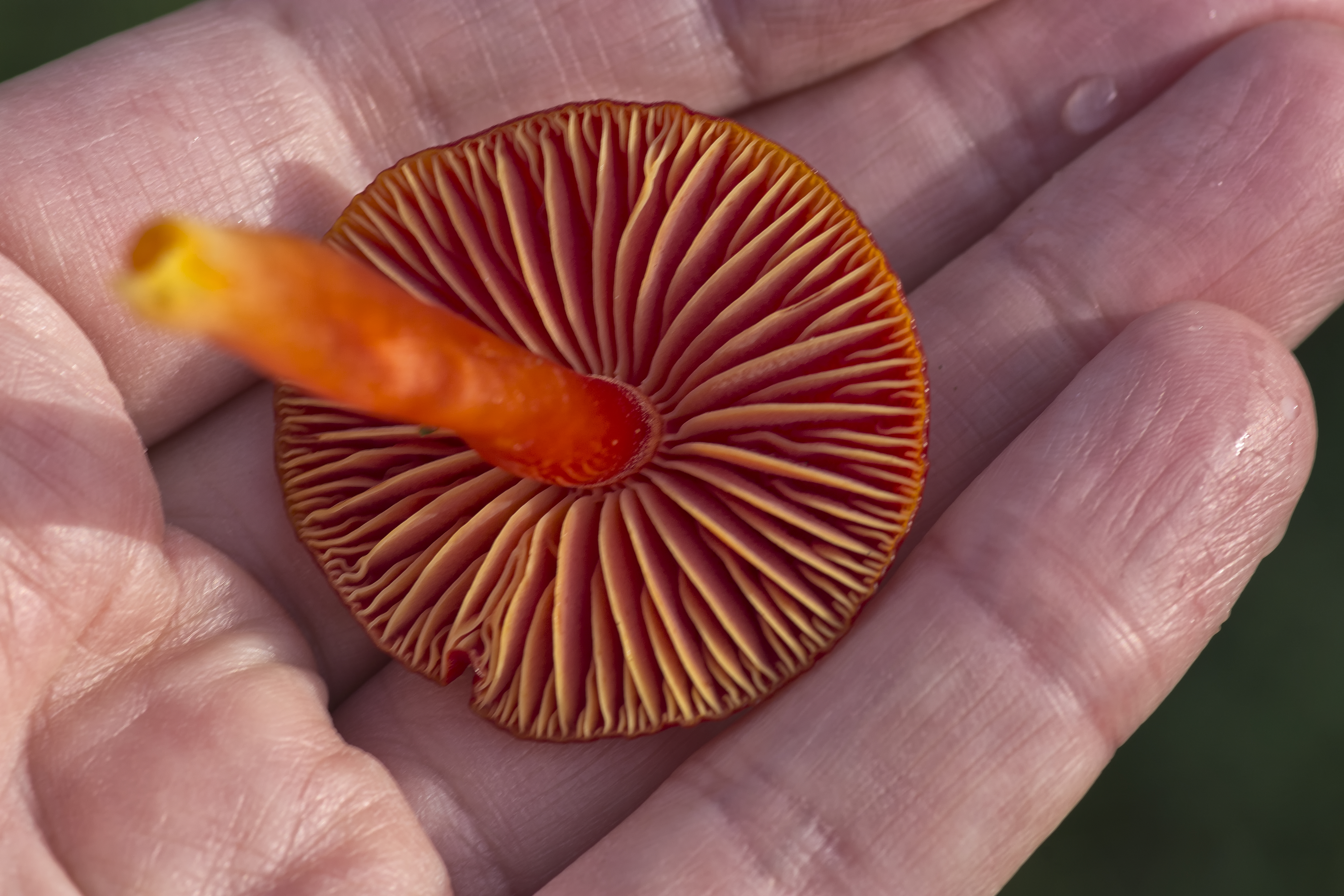
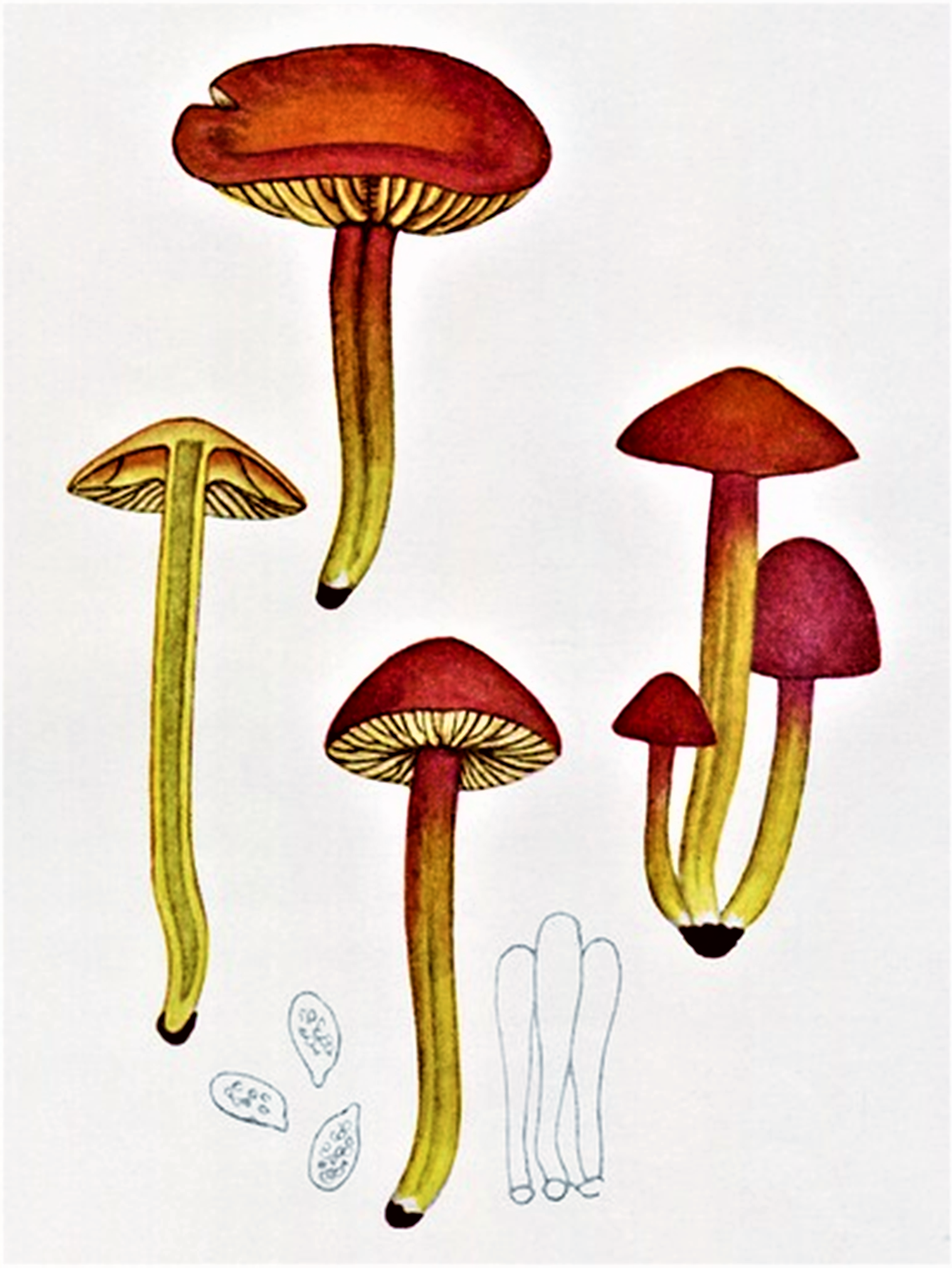